# 日昇
日昇（にっしょう、1879年9月24日 - 1957年10月14日）は、大石寺第64世法主。水谷姓。摂津阿闍梨。慈眼院。道号は秀円。
61世日隆は日昇の義兄。

## 略歴
- 1879年（明治12年）9月24日 - 宮城県一迫町（現・栗原市）の妙教寺で誕生。
- 1892年（明治25年） - 父親の日喜を師範として得度〔13歳〕。後に大石寺第56世日応に師僧変更。
- 1908年（明治41年）12月2日 - 栃木県浄圓寺事務取り扱いとなる。
- 1909年（明治42年）5月11日 - 栃木県信行寺事務取り扱いとなる。
- 1915年（大正4年）12月2日 - 浄圓寺住職となる。
- 1928年（昭和3年）6月25日 - 本廣寺（静岡県沼津市）住職となる。
- その後妙盛寺（静岡市清水区）、信盛寺（長野県伊那市）の住職を歴任。宗会議員、評議員を3期務める。
- 1938年（昭和13年）9月17日 - 総監に就任。
- 1942年（昭和17年）1月10日 - 常泉寺（東京都墨田区）住職となる。
- 1946年（昭和21年）11月15日 - 大僧正に昇級し学頭に補任。
- 1947年（昭和22年）1月 - 大石寺64世法主となり7月に63世日満から血脈相承を受け正式に登座した。
- 1951年（昭和26年）5月 - 「大法弘通慈折広宣流布大願成就」と脇書きを認めた創価学会常住本尊を書写、授与。
- 1952年（昭和27年）4月 - 宗旨建立700年記念法要を執行。（狸祭事件勃発）
- 1955年（昭和30年）5月21日 - 大石寺塔中東之坊を再興。
- 1956年（昭和31年）3月29日 - 65世日淳に法を付嘱し隠尊する。
- 1957年（昭和32年）10月14日午前2時20分、78歳で死去した。

| 先代 日満 | 大石寺住職一覧 第64世：1947-1956 | 次代 日淳 |